# Crocodile River
Il Crocodile River (conosciuto come Krokodilrivier in afrikaans, Umgwenya in Siswati) è un fiume del Sudafrica che nasce a nord di Dullstroom (Mpumalanga). È talora indicato come Crocodile River (Est) per distinguerlo dal Crocodile River (Ovest), che scorre nella provincia del Limpopo. Il fiume bagna la città di Nelspruit e lambisce il confine meridionale del Parco Kruger, prima di sfociare nel fiume Komati.

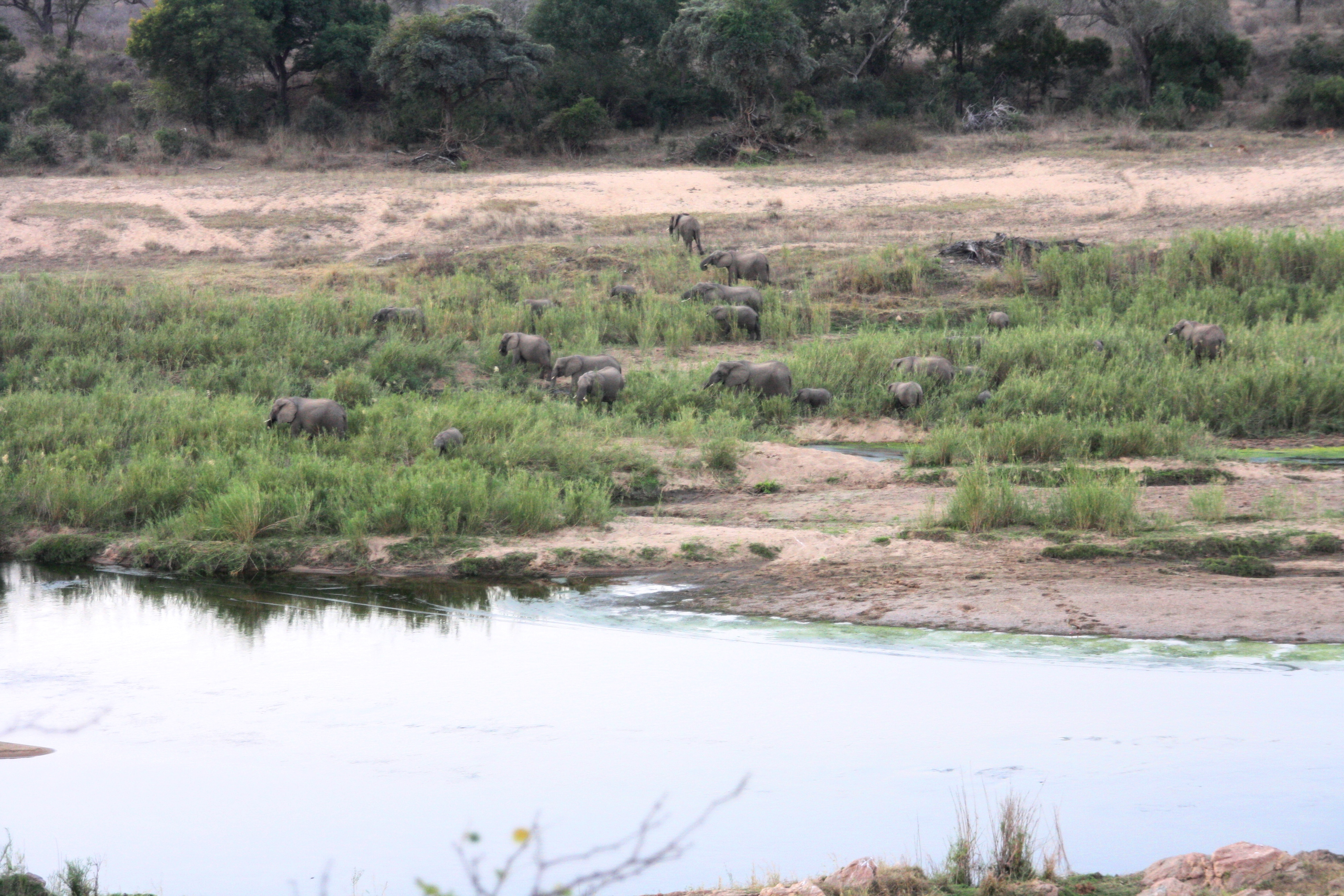
Crocodile River, Marloth Park
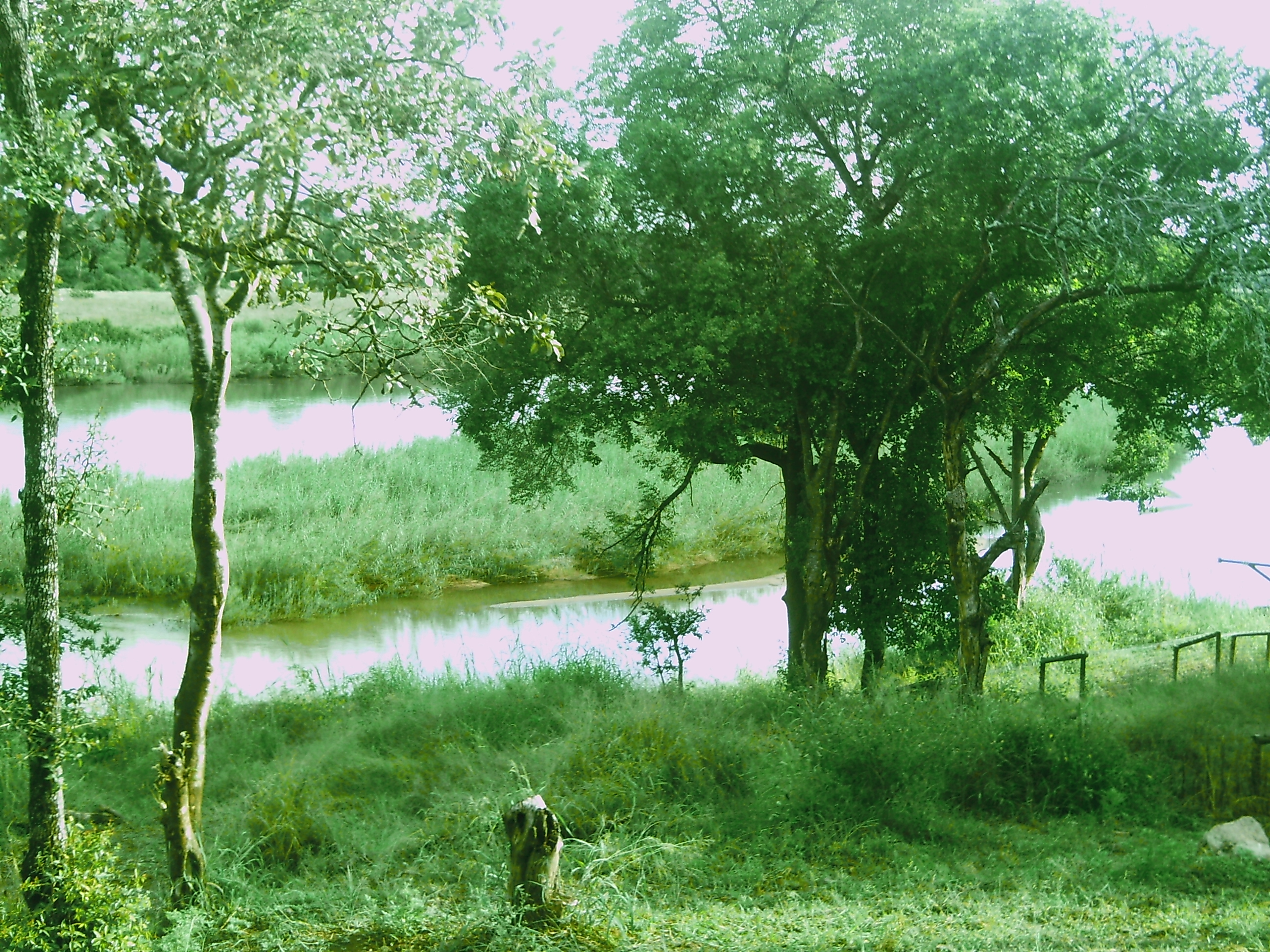
Crocodile River, Ngwenya Lodge
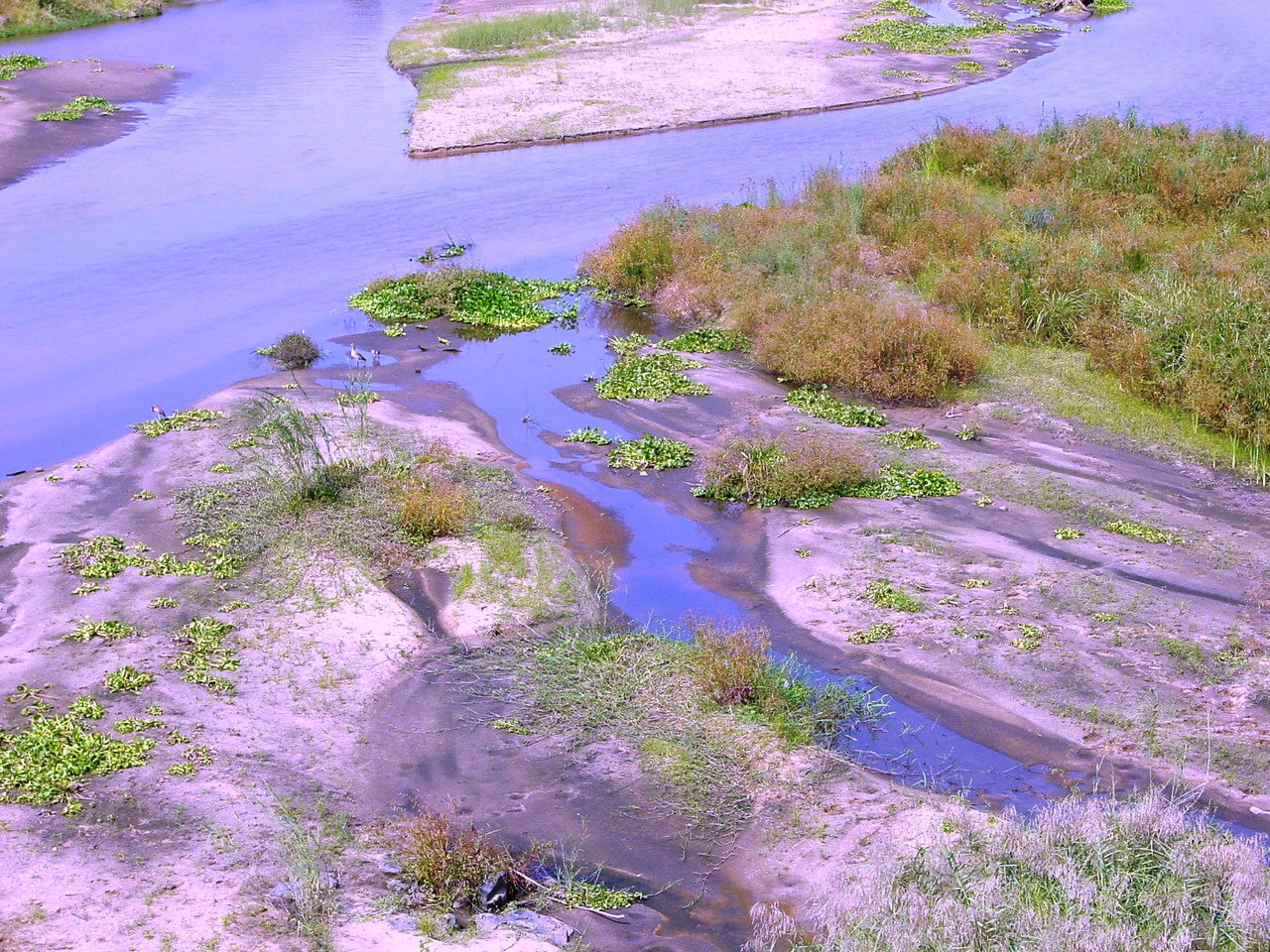
Crocodile river, Malelane
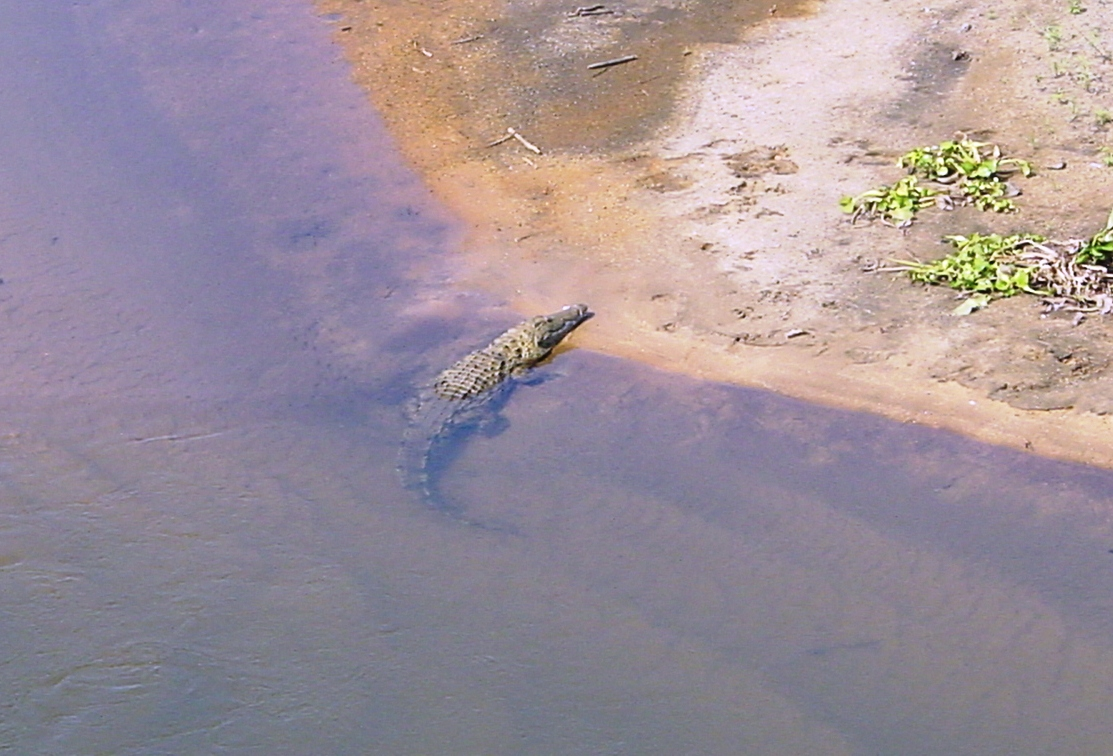
Crocodile river, Malelane